# 긴급출동 SOS 24
긴급출동 SOS 24는 2005년 11월 1일부터 2011년 4월 15일까지 방송했던 교양 프로그램이었다.
당초에는 SBS 프로덕션에서 외주제작하였지만 SBS 드라마플러스가 2009년 7월 SBS 프로덕션의 제작사업부문을 흡수합병하여 SBS 플러스가 되자 SBS 플러스로 외주제작사가 변경되었고 SBS 프로덕션의 나머지 부문은 SBS 콘텐츠허브가 되었다.

## 기획 의도
사회에서는 약자와 소수자들의 가정과 학교 폭력외에도 실태를 밝혀 사후관리라는 2005년 11월 18일의 지원을 마련한 그들을 구제하고자하는 프로그램이다

## 역대 방송시간
| 방송 채널 | 방송 기간                          | 방송 시간                               |
| --------- | ---------------------------------- | --------------------------------------- |
| SBS TV    | 2005년 11월 1일 ~ 2007년 4월 17일  | 매주 화요일 밤 11시 5분 ~ 12시 15분     |
| SBS TV    | 2007년 7월 3일 ~ 2007년 8월 21일   | 매주 화요일 밤 11시 5분 ~ 12시 15분     |
| SBS TV    | 2007년 9월 4일 ~ 2007년 9월 11일   | 매주 화요일 밤 11시 5분 ~ 12시 15분     |
| SBS TV    | 2008년 4월 22일 ~ 2008년 4월 29일  | 매주 화요일 밤 11시 5분 ~ 12시 15분     |
| SBS TV    | 2008년 5월 13일 ~ 2008년 5월 20일  | 매주 화요일 밤 11시 5분 ~ 12시 15분     |
| SBS TV    | 2008년 6월 3일 ~ 2008년 6월 10일   | 매주 화요일 밤 11시 5분 ~ 12시 15분     |
| SBS TV    | 2008년 7월 29일                    | 매주 화요일 밤 11시 5분 ~ 12시 15분     |
| SBS TV    | 2008년 10월 21일                   | 매주 화요일 밤 11시 5분 ~ 12시 15분     |
| SBS TV    | 2008년 12월 9일 ~ 2009년 9월 22일  | 매주 화요일 밤 11시 5분 ~ 12시 15분     |
| SBS TV    | 2007년 4월 24일 ~ 2007년 6월 19일  | 매주 화요일 밤 11시 15분 ~ 12시 20분    |
| SBS TV    | 2007년 9월 18일                    | 매주 화요일 밤 11시 15분 ~ 12시 20분    |
| SBS TV    | 2007년 10월 9일 ~ 2007년 10월 16일 | 매주 화요일 밤 11시 15분 ~ 12시 20분    |
| SBS TV    | 2007년 11월 6일 ~ 2007년 12월 11일 | 매주 화요일 밤 11시 15분 ~ 12시 20분    |
| SBS TV    | 2007년 12월 25일 ~ 2008년 2월 19일 | 매주 화요일 밤 11시 15분 ~ 12시 20분    |
| SBS TV    | 2008년 6월 24일                    | 매주 화요일 밤 11시 15분 ~ 12시 20분    |
| SBS TV    | 2008년 7월 8일 ~ 2008년 7월 22일   | 매주 화요일 밤 11시 15분 ~ 12시 20분    |
| SBS TV    | 2008년 8월 26일 ~ 2008년 9월 2일   | 매주 화요일 밤 11시 15분 ~ 12시 20분    |
| SBS TV    | 2008년 10월 7일 ~ 2008년 10월 14일 | 매주 화요일 밤 11시 15분 ~ 12시 20분    |
| SBS TV    | 2007년 6월 26일                    | 매주 화요일 밤 11시 15분 ~ 12시 25분    |
| SBS TV    | 2008년 5월 6일                     | 매주 화요일 밤 11시 15분 ~ 12시 25분    |
| SBS TV    | 2008년 7월 1일                     | 매주 화요일 밤 11시 15분 ~ 12시 25분    |
| SBS TV    | 2008년 9월 16일 ~ 2008년 9월 30일  | 매주 화요일 밤 11시 15분 ~ 12시 25분    |
| SBS TV    | 2008년 12월 2일                    | 매주 화요일 밤 11시 15분 ~ 12시 25분    |
| SBS TV    | 2007년 8월 28일                    | 매주 화요일 밤 11시 35분 ~ 12시 45분    |
| SBS TV    | 2007년 10월 2일                    | 매주 화요일 밤 11시 25분 ~ 12시 30분    |
| SBS TV    | 2007년 10월 23일                   | 매주 화요일 밤 12시 5분 ~ 새벽 1시 10분 |
| SBS TV    | 2007년 12월 18일                   | 매주 화요일 밤 11시 35분 ~ 12시 40분    |
| SBS TV    | 2008년 3월 4일 ~ 2008년 4월 1일    | 매주 화요일 밤 11시 10분 ~ 12시 15분    |
| SBS TV    | 2008년 4월 15일 ~ 2008년 4월 29일  | 매주 화요일 밤 11시 5분 ~ 12시          |
| SBS TV    | 2008년 5월 27일                    | 매주 화요일 밤 11시 20분 ~ 12시 30분    |
| SBS TV    | 2008년 6월 17일                    | 매주 화요일 밤 11시 15분 ~ 12시 35분    |
| SBS TV    | 2008년 9월 9일                     | 매주 화요일 밤 11시 25분 ~ 12시 35분    |
| SBS TV    | 2009년 10월 5일 ~ 2010년 11월 8일  | 매주 월요일 밤 11시 5분 ~ 12시 15분     |
| SBS TV    | 2010년 11월 19일 ~ 2011년 4월 15일 | 매주 금요일 밤 9시 55분 ~ 11시 5분      |

## 역대 진행자
1대 진행자는 윤정수였지만 2대 진행자는 윤정수 자리를 맡게 된 김일중이 자리를 이어받게 돤다

## 네트워크 방송사
| 방송 권역        | 방송사                                        |
| ---------------- | --------------------------------------------- |
| 수도권           | SBS (프로그램 제작국)                         |
| 부산/경남권      | PSB 부산방송 → Korea New Network 부산경남방송 |
| 울산권           | ubc 울산방송                                  |
| 대구/경북권      | 대구경북 TBC                                  |
| 대전/충남/세종권 | TJB 대전방송                                  |
| 충북권           | CJB 청주방송                                  |
| 전북권           | JTV 전주방송                                  |
| 광주/전남권      | kbc 광주방송                                  |
| 강원권           | GTB 강원민방 (현 Gangwon No. 1 Broadcasting)  |
| 제주권           | JIBS 제주방송                                 |

## 같이 보기
- 그것이 알고싶다, SBS 스페셜
- 긴급출동 24시, 역사저널 그날 (KBS 1TV)
- 공개수사 실종, 제보자들, 표리부동 (KBS 2TV)
- 생방송 방과 후 듄듄 (EBS 1TV)
- 우리시대, PD수첩, 리얼스토리 눈 (MBC TV)
- 심장이 뛴다, 꼬리에 꼬리를 무는 그날 이야기, 당신이 혹하는 사이 (SBS TV)
- 진상월드 (MBN)
- 구조신호 시그널 (TV조선)
- 알쓸범잡 (tvN)
- 이숙영의 러브FM, 윤수현의 천태만상 (SBS 러브FM)
- 김영철의 파워FM, 두시탈출 컬투쇼 (SBS 파워FM)
- 황우창의 음악정원 (cpbc FM)
- 여성시대, 싱글벙글쇼, 지금은 라디오 시대 (MBC 표준FM)

## 결방 및 편성 변경 안내
2006년
- 3월 21일, 3월 28일 : 파일럿 프로그램과 영화 방송으로 대체되었다.
- 6월 6일부터 3주간은 2006 독일 월드컵 중계방송으로 결방되었다.

2007년
- 1월 23일 : 노무현 대통령 신년연설 편성으로 예정보다 50분 늦게 방송되었다.

2008년
- 2월 26일 : 아시아남자핸드볼선수권 중계방송으로 결방되었다.
- 6월 17일 : SBS 월화드라마 <식객>의 연속 방영으로 결방되었다.
- 9월 23일 : 찐빵 파는 소녀라는 제목으로 후속보도 방송을 예정했으나 경찰수사가 진행 중인 것을 이유로 방송을 연기했다. 그러나 홈페이지에는 그날 결방하겠다는 구체적인 공지는 없었으나 그 날에는 다큐멘터리 편성으로 대체되었다. 그로 인해 많은 시청자들이 혼선을 빚는 사례가 벌어졌다. 그 뒤 이 방송분은 다음 주 9월 30일에 정상적으로 방송되었다.

2009년
- 2월 17일 : 선종한 김수환 추기경의 삶을 담은 다큐멘터리 편성으로 대체되었다.
- 2월 24일 : 김수현스폐셜 <홍소장의 가을>의 연속편성으로 대체되었다.
- 8월 18일 : 김대중 대통령 서거에 의한 다큐멘터리 편성으로 대체되었다.
- 9월 29일 : 2009 U-20 월드컵 대한민국 대 독일 중계방송으로 결방되었다.

2010년
- 1월 18일 : 축구국가대표 평가전 대한민국 vs 핀란드 중계방송으로 결방되었다.
- 2월 22일 : 밴쿠버 2010 프라임타임 편성으로 대체되었다.
- 5월 10일 : SBS 월화드라마 <자이언트> 2회 연속 편성으로 결방되었다.
- 6월 7일 : 자연으로 돌아간 반달곰 특집 다큐 편성으로 대체되었다.
- 7월 12일 : 월드컵 다큐멘터리 편성으로 대체되었다.
- 9월 20일 : 추석 특집방송 <스토리쇼 부탁해요>란 편성으로 결방되었다.
- 12월 31일 : <2010 SBS 연기대상> 시상식 중계방송으로 결방되었다.

2011년
- 2월 4일 : 설 특집 편성으로 결방되었다.

## 조작 논란
2008년 9월, 휴게소 주인의 학대에 못이겨 지적장애가 있는 소녀가 찐빵을 판다는 내용의 〈찐빵파는 소녀〉(이른바 찐빵소녀) 편에서 가해자로 지목된 김 모씨(당시 40세)가 법원에서 무죄 판결을 받고 SBS를 명예훼손 등의 혐의로 고소하자 SOS 24 측이 조작 방송을 한 것이 아니냐는 의혹을 받고있다. 이후에도 법정공방은 계속됐다. 검찰은 즉각 항소했지만, 이듬해인 2010년 5월 서울고등법원은 이를 기각했다. 김씨와 가족들은 동년 11월 SBS 시사교양본부를 상대로 10억 원을 배상하라는 소송을 냈다. 약 2년 후 2013년 1월 11일 법원은 피해자인 변 모씨(당시 20세), 김 모씨(당시 42세), 김 모씨의 남편 윤 모씨(당시 49세) 등이 SBS 시사교양본부 측에서 낸 소송에서 승소했다. 법원은 SBS 시사교양본부 측에 3억 원을 지급하라고 판결했다.

## 수상 경력
- 제43회 백상예술대상 TV부문 교양작품상